# 9 Pułk Lotnictwa Myśliwskiego (III RP)
9 Pułk Lotnictwa Myśliwskiego (9 plm) – oddział lotnictwa myśliwskiego Wojska Polskiego.

## Historia i powstanie 9 plm
W 1989 roku został rozformowany 9 Pułk Lotnictwa Myśliwskiego w Debrznie-Wsi. Równocześnie 26 Pułk Lotnictwa Myśliwskiego OPK w Zegrzu Pomorskim został przekazany z Wojsk Obrony Powietrznej Kraju do Wojsk Lotniczych i podporządkowany dowódcy 4 DLM z jednoczesną zmianą nazwy jednostki na 9 Pułk Lotnictwa Myśliwskiego.
9 Pułk Lotnictwa Myśliwskiego w Zegrzu Pomorskim przejął dziedzictwo tradycji 9 Pułku Lotnictwa Myśliwskiego w z Debrzna oraz 9 Pułku Lotnictwa Myśliwskiego istniejącego w latach 1944-1946.
W dniu 16 listopada 1990 roku o godz. 18 zginął porucznik pilot Andrzej Seroka na samolocie MiG-21 bis. Wykonując lot na przechwycenie celu powietrznego w nocy, w chmurach. Podczas energicznego wykonywania manewru wyprowadzania z ataku niewłaściwie rozłożył uwagę i stracił orientację przestrzenną. Samolot przeszedł w stromą spiralę i zderzył się z ziemią. Pilot nie wykorzystał automatycznego pilota do wyprowadzenia maszyny ze skomplikowanego położenia, nie podjął też próby opuszczenia samolotu za pomocą fotela katapultowego.
W dniu 2 czerwca 1991 roku - wizyta Jana Pawła II, którego powitał Lech Wałęsa, oraz uroczysta msza polowa odprawiona na płycie lotniska. Podczas tej mszy Jan Paweł II powiedział: Ci wszyscy, którzy sprawie Ojczyzny oddani, służą w wojsku, niech uważają siebie za sługi bezpieczeństwa i wolności narodów. Po raz pierwszy dane mi jest - podczas odwiedzin w Ojczyźnie - przemówić do żołnierzy na specjalnym spotkaniu.
W dniu 14 czerwca 1996 roku z wizytą w województwie koszalińskim przebywał Zwierzchnik SZ RP Prezydent RP Aleksander Kwaśniewski.
W dniu 18 czerwca 1996 roku generał dywizji pilot Mieczysław Walentynowicz, w imieniu Prezydenta RP, wręczył dowódcy jednostki podpułkownikowi Piotrowi Luśni sztandar ufundowany przez Społeczny Komitet Ufundowania Sztandaru pod przewodnictwem Franciszka Klima. Rodzicami chrzestnymi sztandaru byli Bogumiła Betlej i podpułkownik rezerwy Jacek Tuteja.
Po rozwiązaniu 9 plm 31 grudnia 2000 utworzono 24 Bazę Lotniczą oraz 9 Eskadrę Lotnictwa Taktycznego - jednostki te przejęły tradycję 9 plm.

## Odznaka pamiątkowa
Odznaka pamiątkowa 9 plm powstała na bazie graficznej odznaki funkcjonującej do 1995.
W nowym projekcie uwzględniono wymagania określone w Ustawie z 19 lutego 1993 o znakach Sił Zbrojnych Rzeczypospolitej Polskiej. W swej treści nawiązuje ona do rycerskich tradycji Wojska Polskiego oraz lotniczego charakteru jednostki.
Odznakę o wymiarach 32x28 mm stanowi płaska pięcioboczna lakierowana płytka w kształcie pionowego statecznika samolotu o błękitnym tle, na którym jest biało-czerwona szachownica lotnicza. Górna krawędź szachownicy tworzy kształt polskiego wybrzeża. Na wierzchu znajdują się srebrne kontury MiG-21 i rycerza na koniu. Odznakę zaprojektował Arkadiusz Pilch.

## Struktura 9 plm w 2000 roku
- Dowództwo 
  - Stanowisko Dowodzenia
  - Sztab
  - 1 eskadra lotnictwa myśliwskiego

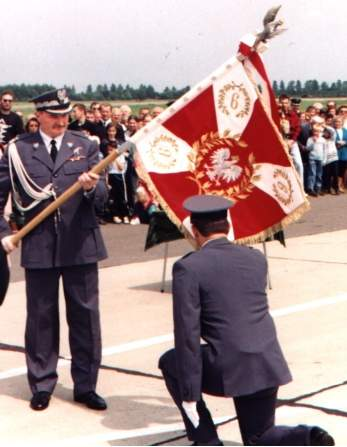
Wręczenie sztandaru

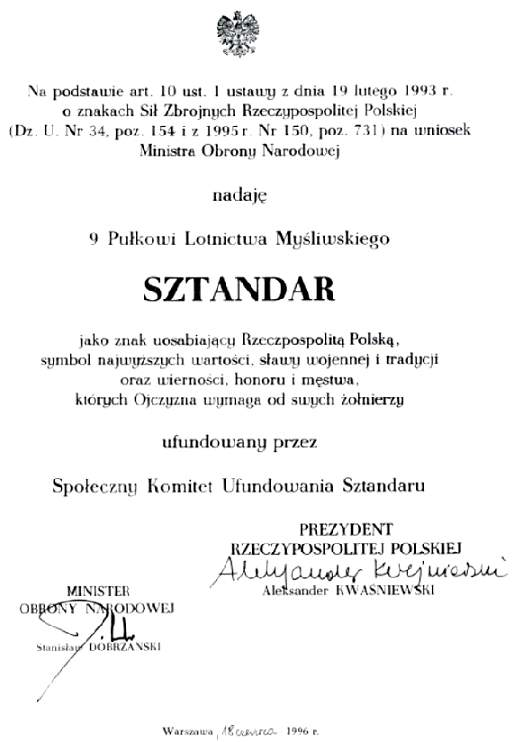
Akt nadania sztandaru 9 plm

    - 1 klucz eksploatacji płatowca i silnika
    - 2 klucz eksploatacji płatowca i silnika
    - 3 klucz eksploatacji płatowca i silnika
    - klucz Urządzeń Radioelektronicznych (URE)
    - klucz osprzętu lotniczego
    - klucz uzbrojenia lotniczego

  - 2 eskadra lotnictwa myśliwskiego
    - 1 klucz eksploatacji płatowca i silnika
    - 2 klucz eksploatacji płatowca i silnika
    - 3 klucz eksploatacji płatowca i silnika
    - klucz Urządzeń Radioelektronicznych (URE)
    - klucz osprzętu lotniczego
    - klucz uzbrojenia lotniczego

  - eskadra techniczna
    - Służba Inżynieryjno-Lotniskowa (SIL)
    - Sekcja Przechowywania i Elaboracji Rakiet (SPiER)
    - klucz remontu płatowca i silnika
    - klucz remontu osprzętu
    - klucz remontu Urządzeń Radioelektronicznych
    - klucz remontu uzbrojenia

  - batalion zaopatrzenia
    - kompania obsługi lotniska
    - kompania samochodowa
    - kompania ochrony

  - batalion łączności i ubezpieczenia lotów
    - kompania łączności
    - kompania ubezpieczenia lotów
    - Węzeł Łączności

## Wyposażenie
Wyposażenie pułku zmieniało się wraz z możliwościami finansowymi państwa oraz z rozwojem techniki wojskowej.

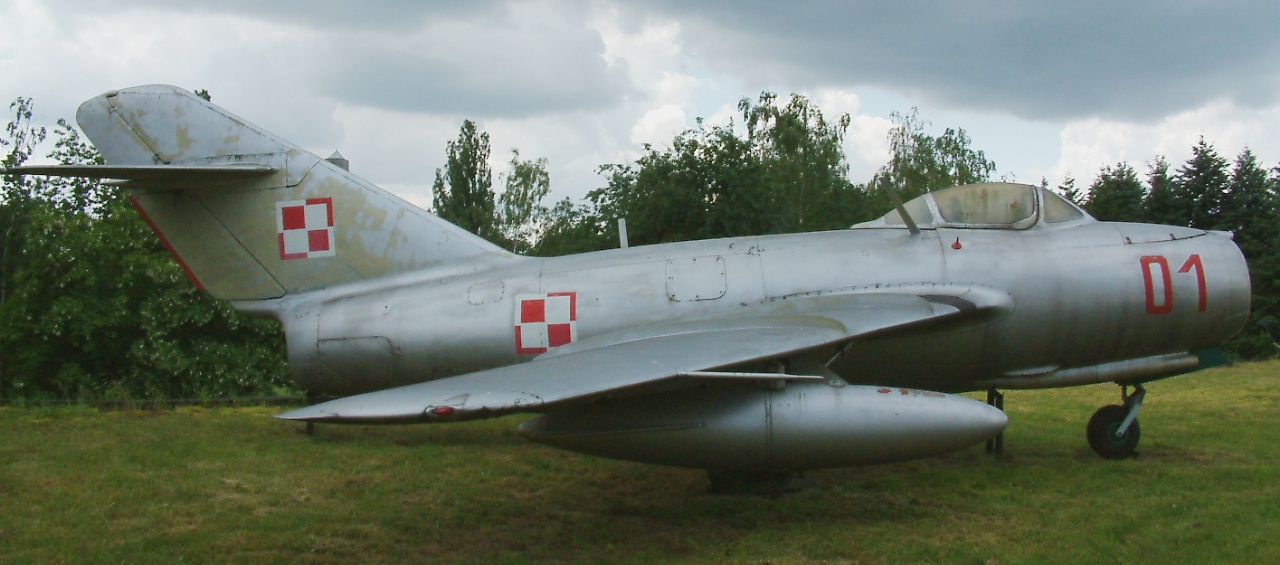
MiG-15

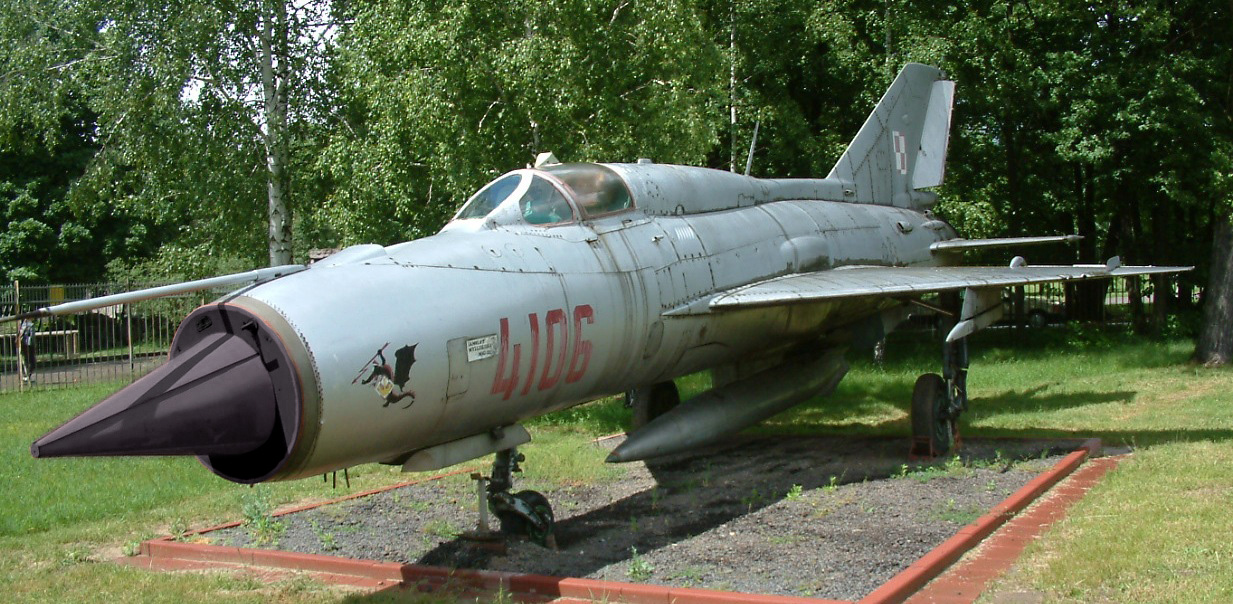
MiG-21

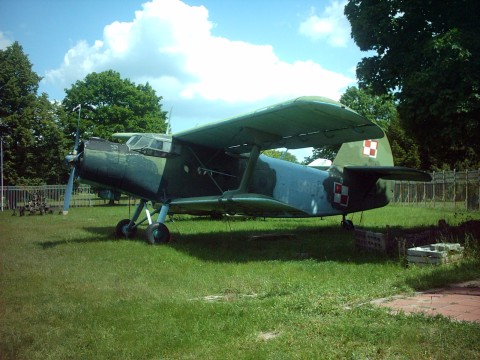
An-2

- samoloty
  - Lim-1
  - SB Lim-2
  - Lim-2
  - Lim-5
  - MiG-15
  - MiG-21 M
  - MiG-21 US
  - MiG-21 UM
  - MiG-21 bis
  - Jak-1
  - Jak-7
  - Jak-9
  - Jak-11
  - Jak-23
  - An-2
  - TS-8 Bies
  - TS-11 Iskra
  - PZL-104 Wilga
  - Po-2
- śmigłowce 
  - Mi-2
- sprzęt OPL
  - S-60

## Dowódcy pułku
- 18 lutego 1989 - 14 października 1991 - ppłk dypl. pil. Zbigniew Bielewicz
- 14 października 1991 - 19 stycznia 1997 - ppłk dypl. pil. Piotr Luśnia
- 19 stycznia 1997 - 31 grudnia 2000 - ppłk dypl. pil. Sławomir Kałuziński